# Fase española de la Copa de las Regiones UEFA 2011-12
La Fase española de la Copa de las Regiones UEFA 2011-12 fue la octava edición del campeonato que sirve para definir el representante de España a la Copa de las Regiones de la UEFA, donde el campeón participa en la edición de 2013.

## Fases

### VIII Copa de las Regiones de la UEFA 2011-12
Primera fase

Grupo A (Madrid)
| Asturias | Aragón  | 2-0 |
| Madrid   | Galicia | 1-1 |
| Aragón   | Madrid  | 0-4 |
| Asturias | Galicia | 3-1 |

Se clasifica: Asturias
Grupo B (Comunidad Valenciana)
| Cataluña      | Extremadura   | 2-1 |
| C. Valenciana | País Vasco    | 1-0 |
| Extremadura   | C. Valenciana | 1-2 |
| Cataluña      | País Vasco    | 4-0 |

Se clasifica: Cataluña
Grupo C (Andalucía)
| Melilla   | Andalucía | 0-4 |
| Melilla   | Canarias  | 2-3 |
| Andalucía | Canarias  | 2-0 |

Se clasifica: Andalucía
Grupo D (Islas Baleares)
| Cantabria      | Islas Baleares | 0-1 |
| Cantabria      | Murcia         | 0-2 |
| Islas Baleares | Murcia         | 1-1 |

Se clasifica: Murcia
Grupo E (Castilla y León)
| Ceuta           | Castilla y León    | 0-2 |
| Ceuta           | Castilla-La Mancha | 1-5 |
| Castilla y León | Castilla-La Mancha | 2-0 |

Se clasifica: Castilla y León
Fase intermedia
| Andalucía | Murcia    | 2-1 |
| Murcia    | Andalucía | 2-0 |

Semifinales
| 6 de abril de 2012, 12:00 h. | Castilla y León                 | 2-3 | Cataluña                                                  | Universitario, Oviedo                                    |                                                          |
|                              | Gonzalo 16' · Pablo Gallego 32' |     | Óscar Sierra 44' · Iván Cabezudo (p.p.) 67' · Granell 90' | Asistencia: 500 espectadores Árbitro(s): López Abelleira | Asistencia: 500 espectadores Árbitro(s): López Abelleira |

| 6 de abril de 2012, 17:00 h. | Murcia   | 1-4 | Asturias                                                  | Les Caleyes, Villaviciosa (Asturias)                    |                                                         |
|                              | Dani 47' |     | Nacho López 4' · Toyos 11' · Borja Prieto 68' · Jaime 76' | Asistencia: 1000 espectadores Árbitro(s): Suárez Suárez | Asistencia: 1000 espectadores Árbitro(s): Suárez Suárez |

Final
| 8 de abril de 2012, 12:00 h. | Asturias           | 1-2 | Cataluña                             | Mareo, Gijón (Asturias)                                    |                                                            |
|                              | Javier Sánchez 69' |     | David López 6' · Carlitos (pen.) 80' | Asistencia: 400 espectadores Árbitro(s): Nanclares Centeno | Asistencia: 400 espectadores Árbitro(s): Nanclares Centeno |